# Mkuranga (Distrikt)
Mkuranga ist ein Distrikt der Region Pwani mit dem Verwaltungssitz in der Stadt Mkuranga. Der Distrikt grenzt im Norden an die Region Daressalam, im Osten an den Indischen Ozean, im Süden an den Distrikt Rufiji und im Westen an den Distrikt Kisarawe.

## Geographie

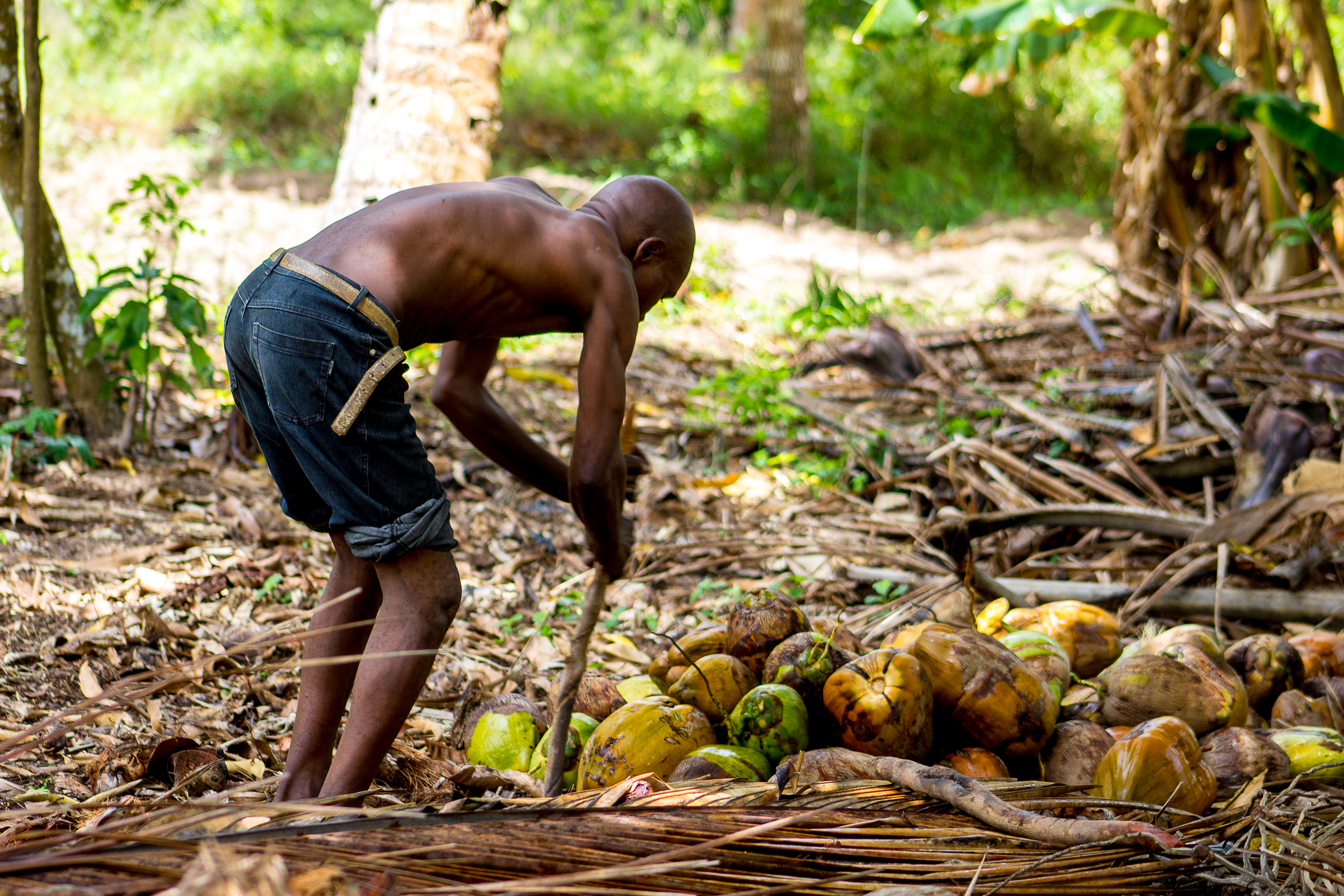
Kokosnuss-Ernte

Mkuranga hat eine Fläche von 2432 Quadratkilometern und 533.033 Einwohner (Volkszählung 2022). Von der Fläche entfallen 447 Quadratkilometer auf den Indischen Ozean. Topographisch lässt sich das Land in drei Zonen einteilen: Die Küstenzone, das Hochland und die darin liegenden Täler und Becken. Die Vegetation umfasst Mangroven-Wälder an der Küste, Miombo-Wälder und Savanne im Hochland und Sümpfe in den Niederungen. Die Entwässerung erfolgt über kleine Flüsse in den Indischen Ozean, der einzige permanente Fluss ist der Kogamimba.
Das Klima im Distrikt ist tropisch, Aw nach der effektiven Klimaklassifikation. Im Jahresdurchschnitt fallen 800 bis 1000 Millimeter Regen, hauptsächlich in zwei Regenzeiten. Kurze Regenschauer fallen in den Monaten November und Dezember, ausgiebige Niederschläge gibt es von März bis Juni. Die Jahresdurchschnittstemperatur liegt bei 28 Grad Celsius, die heißeste Zeit ist von Oktober bis März. Von Mai bis August ist mit 25 Grad die kühlste Zeit.

## Geschichte
Der Distrikt wurde im Jahr 1995 vom Distrikt Kisarawe abgetrennt.

## Verwaltungsgliederung
Der Distrikt ist in die vier Divisionen Mkamba, Mkuranga, Kisiju und Shungubweni sowie in 25 Bezirke (Wards) gegliedert:
- Beta
- Bupu
- Dondo
- Kimanzichana
- Kiparang'anda
- Kisegese
- Kisiju
- Kitomondo
- Lukanga
- Magawa
- Mbezi
- Mipeko
- Mkamba
- Mkuranga
- Msonga
- Mwandege
- Mwarusembe
- Njianne
- Nyamato
- Panzuo
- Shungubweni
- Tambani
- Tengelea
- Vianzi
- Vikindu

## Bevölkerung
In Mkuranga leben hauptsächlich Mitglieder der Ethnien Wazaramo und Wandengereko. Die Einwohnerzahl stieg von 186.927 im Jahr 2002 auf 222.921 im Jahr 2012, das entspricht einem jährlichen Wachstum von 1,8 Prozent. Bei der Volkszählung 2022 lebten 533.033 Menschen in 142.725 Haushalten.
| Volkszählung | Einwohner |
| ------------ | --------- |
| 1988         | 114.973   |
| 2002         | 186.927   |
| 2012         | 222.921   |
| 2022         | 533.033   |

## Einrichtungen und Dienstleistungen
- Bildung: Im Jahr 2017 standen 107 Vorschulen und 124 Grundschulen zur Verfügung.[6]
- Gesundheit: Für die medizinische Versorgung gibt es ein Krankenhaus, sechs Gesundheitszentren und 54 Apotheken (Stand 2019).[7] Eines der Gesundheitszentren wird von den Salvatorianern betrieben.[8]
- Wasser: Zugang zu sauberem und sicherem Wasser hatten 62,5 Prozent der Bevölkerung (Stand 2017).[9]

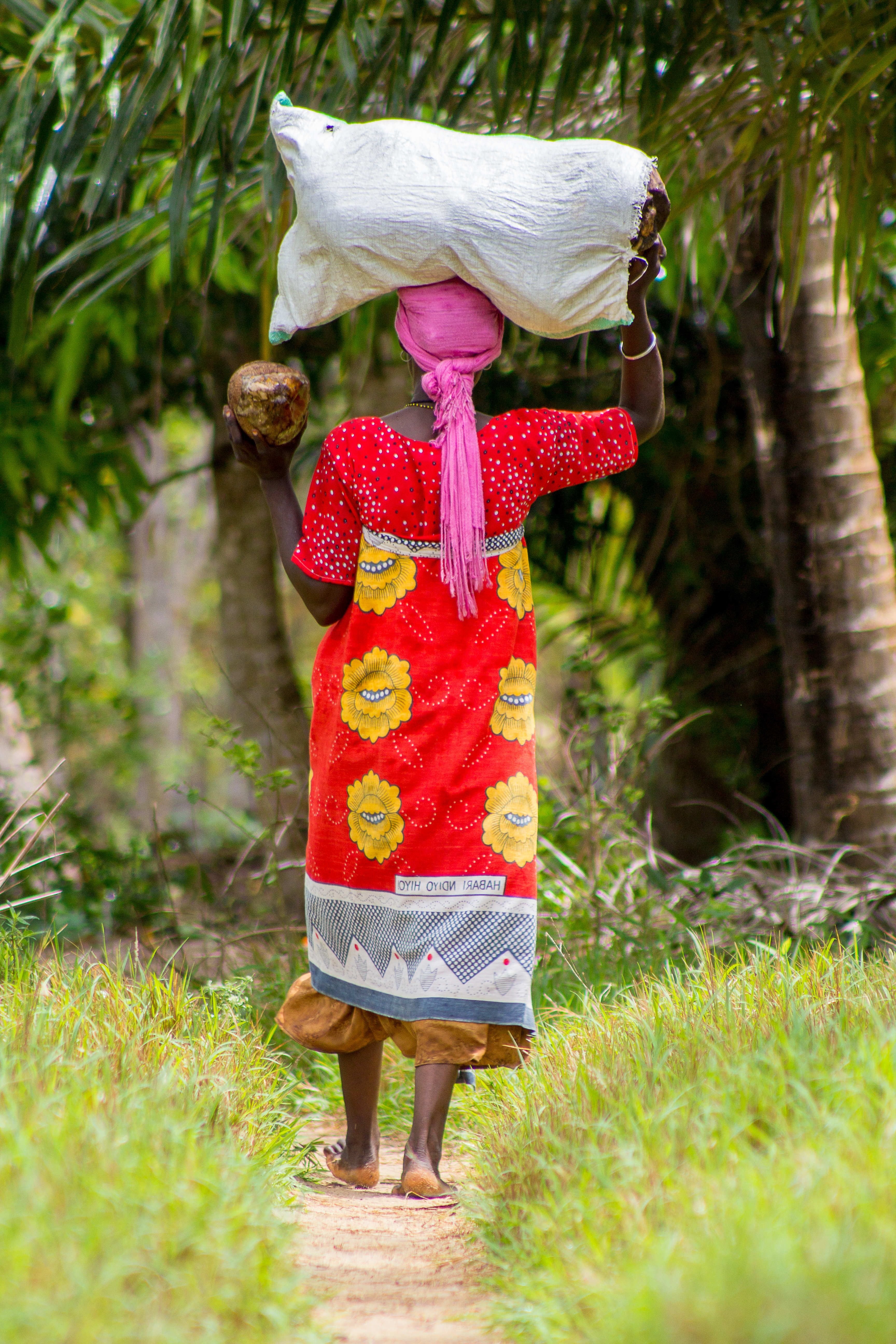
Kokosnuss-Ernte

## Wirtschaft und Infrastruktur
Der mit Abstand wichtigste Wirtschaftszweig ist die Landwirtschaft, die fast siebzig Prozent der Erwerbstätigen beschäftigt.
- Landwirtschaft: Von der Gesamtfläche sind über 80 Prozent für den Anbau geeignet. Für die Selbstversorgung werden vor allem Mais, Maniok, Reis, Süßkartoffeln und Hülsenfrüchte angebaut. Für den Verkauf werden Cashewnüsse, Kokosnüsse und tropische Früchte wie Orangen, Ananas, Mango und Melonen gepflanzt.[11] Über 95 Prozent der Haushalte auf dem Land halten auch Nutztiere, vor allem Geflügel (Stand 2012).[12]
- Forstwirtschaft: Über fünfhundert Quadratkilometer sind Wald. Die vier Waldreservate Masanganya, Vikindu, Malenda und der Mangrovenwald bedecken 8000 Hektar, 43.000 Hektar sind offener Wald, der für Bauholz, Brennholz und zur Erzeugung von Holzkohle genutzt wird.[11]
- Fischfang: Fischfang wird vor allem entlang der Küste von 1500 Fischern betrieben.[11]
- Straßen: Die wichtigste Straßenverbindung ist die Nationalstraße T7 von Daressalam nach Lindi und Mtwara, die den Distrikt von Norden nach Süden durchquert.[13]